# Jesus-People

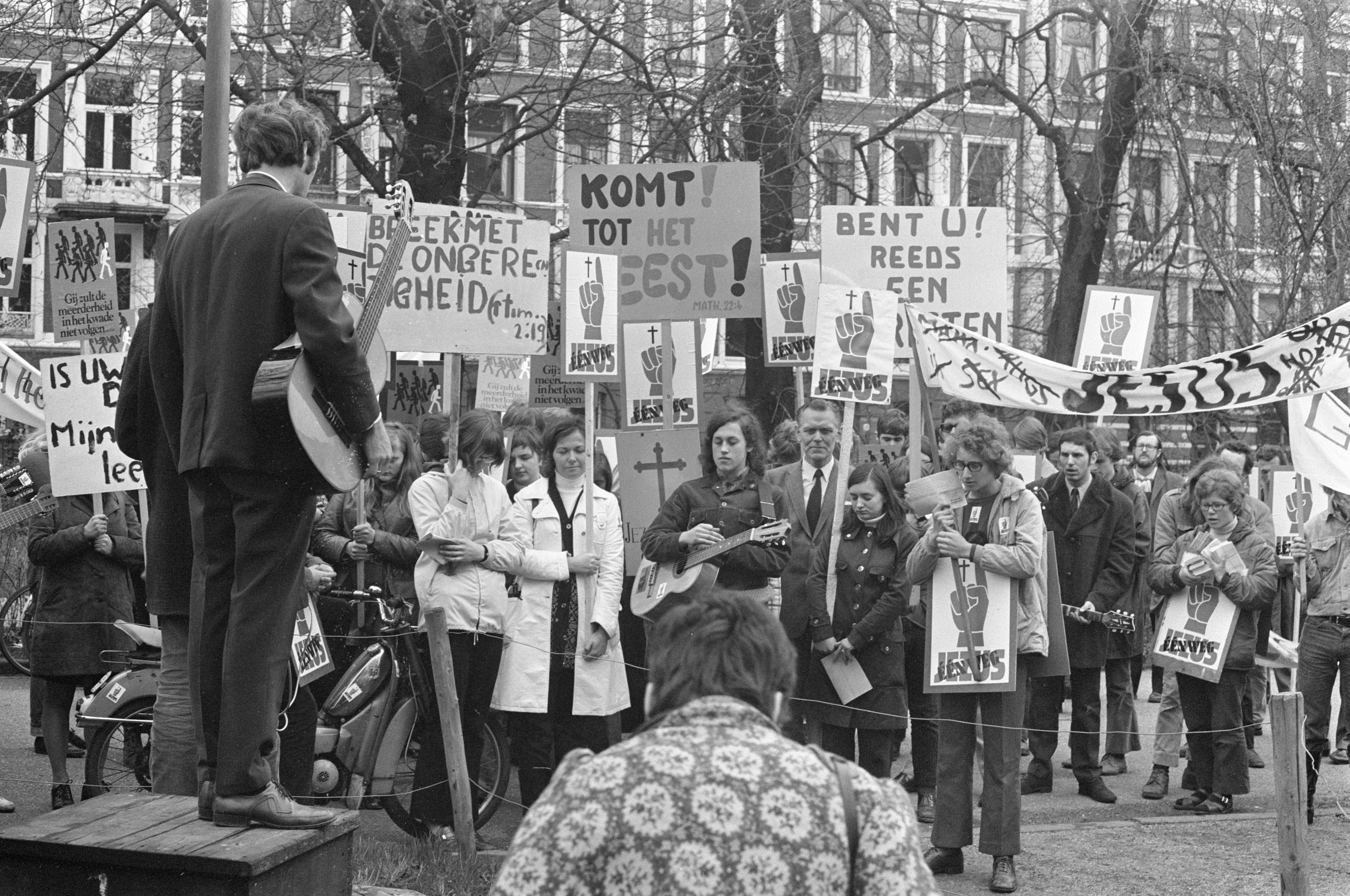
Jesus-People in Amsterdam

Die Jesus-People sind eine christliche Gruppierung, die sich in den 1960er und 1970er Jahren (Höhepunkt: 1971/72) an der amerikanischen Westküste aus der Hippie-Bewegung herausbildete und sich schließlich in Nordamerika und Europa ausweitete.
Großen Anteil an der Jesus-People-Bewegung in Deutschland nahm Pastor Volkhard Spitzer, der auch als der „Jesus-People-Pastor“ bekannt wurde.
Dabei übernahmen die Jesus-People einen Teil der Hippie-Ideologie, setzten sie aber in einen neuen Kontext: Aus der „freien Liebe“ wurde beispielsweise die freie Liebe zu Gott und den Menschen (Agape, Nächstenliebe). In ihrem Lebensstil orientierten sich die Jesus-People am Urchristentum. Die meisten Jesus-People lebten in Kommunen, eine Ausnahme war unter anderem die Calvary-Chapel-Bewegung. Sie hatten einen starken Glauben an das Übernatürliche, an Zeichen, Wunder und an Besessenheit und Exorzismus.
Mit dem Untergang der Hippie-Kultur verloren auch die Jesus-People an Bedeutung. Die Jesus People USA gehören zu den letzten Gruppierungen der Bewegung. Auch in Deutschland gibt es noch einige kleinere Jesus-People-Gemeinschaften. Eng verbunden mit der Entwicklung der Jesus-People sind die Jesus Freaks.

## Filmische Rezeption
- Jesus Revolution. US-amerikanische Dramedy. Regie: Jon Erwin, Brent McCorkle. USA, 2023, 120 min.